# フリーダム・ライターズ
『フリーダム・ライターズ』（英語: The Freedom Writers Diary）は、アメリカ合衆国での実話を基にしたノンフィクション作品、およびそれを基にした2007年の映画。

## 概要
1994年、カリフォルニア・ロサンゼルス郊外の公立高校に赴任した新人英語教師・エリン・グルーウェルは、荒れ放題のクラスを受け持つことになる。人種ごとにいがみ合い、授業を受ける気など更々ない生徒たちを相手に、エリンは授業の進め方に苦心する。夫に支えられながら、教材にラップを取り入れるなど努力を重ねていく。ある日の授業中、ラテンアメリカ系のティトが黒人のジャマルをバカにした絵を描く。エリンはその絵を見て、第二次世界大戦のホロコーストがこうした差別から生まれたことを説明するが、生徒たちは理解ができない。エリンは『アンネの日記』を教材にしようとするが、教科長に予算の無駄と拒否されてしまう。エリンは毎日何でもいいから日記を書くように、と1冊ずつノートを配る。最初は罵り言葉ばかりしか書いていなかった生徒たちは次第に「自分の声で語る」ようになる。点数はつけず、特に読んでほしい場合は特別な戸棚に入れるように指示し、生徒たちの環境の厳しさを知るようになる。エリンは日記を通して、生徒たちと向き合うようになり、生徒たちも次第にエリンに心を開いていき、悲観的だった将来を改めていく。アンネ一家を支えていたミープ・ヒース（en:Pat Carroll (actress)が演じる）も招待する。しかし、夫も上司も理解をしてくれない…。
生徒たちが書いた日記は、集められて1冊の本として出版され、ベストセラーとなった。その後、グルーウェルと生徒らによりNPO団体「フリーダム・ライターズ基金」が設立された。
2008年7月3日、フジテレビ系『奇跡体験!アンビリバボー』で取り上げられた。

## 映画
キャッチコピーは「昨日までの涙が、インクになる。それは、一人の新米教師と、一冊のノートが起こした奇跡の実話。」

### キャスト
役名: 俳優 （ソフト版日本語吹き替え）
- エリン・グルーウェル: ヒラリー・スワンク（朴璐美）
- スコット・ケーシー: パトリック・デンプシー（桐本琢也）
- スティーブ・グルーウェル: スコット・グレン（小島敏彦）
- マーガレット・キャンベル教科主任: イメルダ・スタウントン（宮寺智子）
- アンドレ: マリオ（坂詰貴之）
- エバ: エイプリル・リー・エルナンデス（田村聖子）
- マーカス: ジェイソン・フィン（駒谷昌男）
- ベン: ハンター・パリッシュ（白石充）
- グロリア: クリスティン・ヘレラ（木川絵理子）
- ジャマル: ディーンス・ワイアット（落合弘治）
- ティト: ガブリエル・チャバリア（武藤正史）
- ミゲル: アントニオ・ガルシア
- ブランディ: ヴァネッタ・スミス（平野夏那子）

### スタッフ
- 監督：リチャード・ラグラヴェネーズ
- 製作：ダニー・デヴィート、マイケル・シャンバーグ、ステイシー・シェア
- 製作総指揮：ヒラリー・スワンク、トレイシー・ダーニング、ナン・モラレス
- 脚本：リチャード・ラグラヴェネーズ
- 撮影：ジム・デノールト
- プロダクションデザイン：ローレンス・ベネット
- 衣装デザイン：シンディ・エヴァンス
- 音楽：マーク・アイシャム、ウィル・アイ・アム
- 音楽監修：メアリー・ラモス

### 映画の参考文献
- 『アンネの日記』（日本語版＆英語版）
- 『The Freedom Writers Diary』by Erin Gruwell
- 『フリーダム・ライターズ』エリン・グルーウェルとフリーダム・ライターズ作
- 勝利を見すえて：アメリカ公民権運動の歴史（1954-1965）　VHS